# منطقه صلح، آزادی و بی‌طرفی
منطقه صلح، آزادی و بی طرفی بیانیه‌ای بود که در ۲۷ نوامبر ۱۹۷۱ در کوالا لامپور مالزی توسط وزرای امور خارجه  ۵ عضو اصلی (اندونزی، مالزی، فیلیپین، سنگاپور و تایلند) انجمن ملل آسیای جنوب شرقی (آسه آن) امضا شد.
در این بیانیه، اعضا آشکارا قصد خود را برای "دور نگه داشتن منطقه آسیای جنوب شرقی از نفوذ و دخالت قدرت‌های خارجی به هر شکل یا شیوه" و "گسترش زمینه‌های همکاری" اعلام کردند.